# Mie Van der Auwera
Mie Van der Auwera (Herentals, 8 maart 1974) is een Belgisch redactrice. 

## Levensloop
Van der Auwera studeerde communicatiebeheer te Antwerpen en begon haar carrière als junior copywriter bij LDV United.
Vervolgens ging ze in 1998 aan de slag bij Flair als freelancer, alwaar ze na verloop van tijd vast in dienst kwam. Eerst als lifestyle-, daarna als beauty- en tot slot als moderedactrice.
In 2003 was ze medeoprichter van Glam*It, waarvan ze hoofdredactrice werd. Op 1 maart 2008 keerde ze terug naar Flair, waar ze An Brouckmans opvolgde als hoofdredactrice. In mei 2013 werd ze in deze hoedanigheid opgevolgd door Ingrid Cops. Van der Auwera werd vervolgens business manager voor Flair. Onder haar hoofdredacteurschap startte Flair onder meer met een eigen kledinglijn.
In juli 2013 werd ze aangesteld als hoofdredactrice van Libelle. Ze volgde in deze hoedanigheid Ditte Van de Velde op. In 2018 werd ze zelf opgevolgd door Karen Hellemans.